# (38002) 1998 KO42
1998 KO42 (asteroide 38002) é um asteroide da cintura principal. Possui uma excentricidade de 0.19318730 e uma inclinação de 13.92827º.
Este asteroide foi descoberto no dia 27 de maio de 1998 por LONEOS em Anderson Mesa.